# Manuel Gavilán
Manuel Gavilán (1921 - 8 de març de 2010) fou un futbolista paraguaià.

## Selecció del Paraguai
Va formar part de l'equip paraguaià a la Copa del Món de 1950.